# جیهان کاپتان
جیهان کاپتان (انگلیسی: Cihan Kaptan؛ زادهٔ ۴ مارس ۱۹۸۹) بازیکن فوتبال اهل ترکیه است.
از باشگاه‌هایی که در آن بازی کرده‌است می‌توان به باشگاه فوتبال بورسااسپور و باشگاه فوتبال فاتح کاراگومروک اشاره کرد.
وی همچنین در تیم‌های ملی فوتبال جوانان آلمان، و جوانان آلمان، و زیر ۲۰ سال آلمان بازی کرده‌است.